# Tranemo (Gemeinde)
Koordinaten: 57° 29′ N, 13° 21′ O

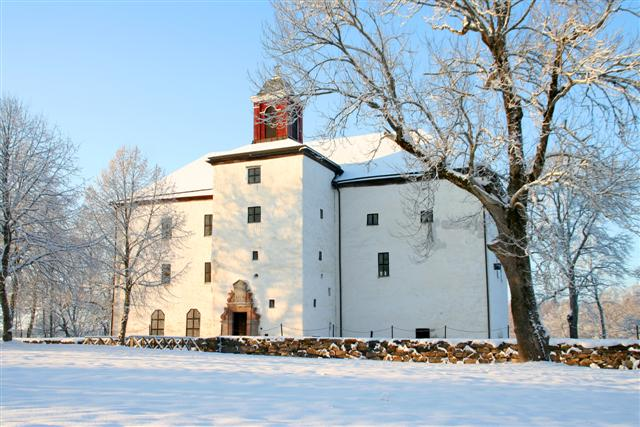
Torpa stenhus

Tranemo ist eine Gemeinde (schwedisch kommun) in der schwedischen Provinz Västra Götalands län und der historischen Provinz Västergötland. Der Hauptort der Gemeinde ist Tranemo.

## Geschichte
Bei der Gemeindereform von 1952 wurden aus den umliegenden Kirchspielen (socken) die vier Großgemeinden Dalstorp, Limmared, Länghem und Tranemo gebildet. Diese Großgemeinden wurden 1974 zur heutigen Gemeinde zusammengeführt.
Vor der Zusammenlegung von Älvsborgs län, Skaraborgs län und Göteborgs och Bohus län zu Västra Götalands län gehörte Tranemo zur Provinz Älvsborgs län.
In der Gemeinde befindet sich auch “Torpa stenhus”, ein Schloss aus dem späten 15. Jahrhundert.
Ein früher erfolgreicher Sportverein der Gemeinde ist der Tranemo IF.

## Orte
Diese Orte sind Ortschaften (tätorter):
- Ambjörnarp
- Dalstorp
- Grimsås
- Länghem
- Limmared
- Ljungsarp
- Nittorp
- Sjötofta
- Tranemo
- Uddebo

## Persönlichkeiten
- Gunnar Tilander (1894–1973), Romanist